# 澀澤光
澀澤光（日语：シブサワ・コウ、渋沢光）是日本遊戲廠商光榮特庫摩遊戲（原光榮）旗下歷史模擬遊戲（如信長之野望、三國志系列）的製作人，也是劃分在同公司娛樂事業部中六個擔綱遊戲開發的品牌團隊之一。1981年光榮時期的澀澤光即於個人電腦平台推出首款遊戲《川中島合戰》，自此發展出光榮特庫摩遊戲中最早創立的品牌團隊。澀澤光為一虛構人名，在2000年PS2遊戲《決戰》發售時，官方表示澀澤光是光榮創業者襟川陽一的筆名；但襟川未實際參與開發的遊戲，製作組亦有使用過「澀澤光」的名義。澀澤光源自襟川尊敬的歷史人物澀澤榮一的姓「澀澤」（シブサワ，SHIBUSAWA），以及光榮的「光」（コウ，KOU）。在2016年NHK播出的大河劇《真田丸》中，澀澤光監製了劇中用以解說戰況的3D地圖並提供技術支援。
2016年光榮特庫摩遊戲將旗下的開發部門劃分為五個品牌團隊，其中一支開發組即以「澀澤光」為名。在打造光榮特庫摩持有的IP之外，澀澤光團隊也曾擔任《聖火降魔錄 風花雪月》的開發。
團隊至今投入開發的系列有《信長之野望系列》《三國志系列》《大航海時代系列》《太閤立志傳系列》《賽馬大亨系列》《仁王系列》等。

## 外部連結
- 澀澤光40週年紀念頁 （页面存档备份，存于）（日語）